# 松平康納
松平 康納（まつだいら やすなり）は、江戸時代の旗本。

## 経歴
井伊掃部頭家の家臣・松平康富の子として生まれ、松平康雄の養子となる。元禄8年（1695年）7月11日、養父の遺跡を継ぐ。元禄12年（1699年）8月2日に小姓並となり、元禄13年（1700年）8月13日に小姓組に列する。宝永2年（1705年）12月2日、従五位下阿波守に叙任される。正徳3年（1713年）8月13日に日光奉行となり、享保12年（1727年）6月28日小普請組支配に入り、享保13年（1728年）9月28日に小姓組番頭、享保16年（1731年）2月5日に留守居となる。元文4年（1739年）8月21日に職を辞し、11月27日に致仕。元文5年（1740年）4月10日、69歳で死去。

## 系譜
- 父：松平康富
- 母：亀井茲政の娘
- 養父：松平康雄
- 前妻：松平重花の娘
- 後妻：井戸良弘の娘
- 長男：松平康詮
- 次男：松平康年 - 松平康晴の養子
- 養女：石谷眞清室 - 亀井茲堅の娘